# Pseudartabotrys le-testui
Pseudartabotrys le-testui är en kirimojaväxtart som beskrevs av François Pellegrin. Pseudartabotrys le-testui ingår i släktet Pseudartabotrys och familjen kirimojaväxter. Inga underarter finns listade i Catalogue of Life.